# Tu veneno
Tu veneno es el segundo álbum de estudio de la actriz y cantante uruguaya Natalia Oreiro. Fue lanzado el 30 de agosto del 2000 a través de BMG Ariola Argentina. Está compuesto por quince canciones de diferentes estilos. «Estamos todos solos» es una versión en español de «We're All Alone» de Boz Scaggs. Andrés Calamaro compuso «Qué pena me das».

## Historia
Natalia Oreiro continuó su carrera musical con su segundo álbum, Tu Veneno, el más exitoso hasta la fecha, llevándola nuevamente por Europa y Latinoamérica. Entre las 15 canciones, se destaca sobre todo "Basta de ti", compuesto por Natalia Oreiro y Fernando López Rossi, "Río de la Plata", que cuenta su historia, y "Qué pena me das" escrita para ella por Andrés Calamaro. Tuvo presentaciones en "Gala de la Hispanidad", "Gala Murcia" (ambos en España) y participó en el "Festival de la Calle 8 "en Miami. Su actuación más importante fue en el prestigioso programa de televisión de Miami “Sábado Gigante Internacional”, conducido por Don Francisco. En Chile fue coronada como Reina del Festival de Viña en marzo del 2000. El álbum obtuvo una nominación al Grammy Latino en la categoría por Mejor Álbum Pop Femenino, convirtiendo a Natalia Oreiro en la primera cantante uruguaya en ser nominada a dichos premios, llevándose finalmente el galardón Christina Aguilera y su álbum Mi reflejo.

## Información del álbum
A finales de 1999, Natalia Oreiro decidió dejar por un año la televisión para dedicarse a la música e involucarse al máximo en la producción de su nuevo álbum. En esta nueva etapa, Natalia utilizó una nueva técnica de canto "del bel canto", usado en la Italia medieval, cambiando así el tono de su voz. En los meses de marzo y abril del año 2000, Natalia se mudó a Los Ángeles, donde comenzó la grabación y preproducción de "Tu Veneno". Natalia eligió cada canción que se incluyó en el álbum, dando un cambio de estilo, tratando de poner su toque personal a este álbum, que a diferencia del primero, no se ajusta a sus gustos. El estilo era particularmente con influencias del pop-rock, el blues y el flamenco. En él participan grandes nombres de la música, quienes han trabajado con personalidades como Madonna, Celine Dion y Gloria Estefan.
Por primera vez, Natalia ha participado en el proceso de composición, colaborando en la canción "Basta de Ti" y " Estamos Todos Solos". Natalia también se puso en contacto con el cantante argentino Andrés Calamaro, a quien ella admira. Andrés escribió la canción "Que Pena Me Das" para este álbum. Asimismo se incluyó una canción autobiográfica en el álbum que es "Río de la Plata.
El álbum contiene 2 covers: "We're All Alone", compuesta por Boz Scaggs en 1976, fue traducido por primera vez en español bajo el título de "Estamos Todos Solos" y "Un ramito de Violetas", cantada por la cantante española Cecilia en 1974. Esta última es una canción de la infancia de Natalia y fue ella quién insistió mucho a la compañía para incluirla en este nuevo material discográfico.

## Lanzamiento
El sencillo “Tu Veneno” fue lanzado en las radios Argentinas el 26 de junio de 2000. El disco fue publicado en Argentina el 8 de agosto de 2000.

## Lista de Charts
“Tu veneno”, fue un éxito comercial en ventas. El álbum vendió 100.000 copias en Argentina, 100.000 en España.

## Lista de canciones
La lista está adaptada de Apple Music.
| N.º   | Título                    | Escritor(es)                                              | Duración |  |
| 1.    | «Tu veneno»               | Fernando López Rossi                                      | 2:59     |  |
| 2.    | «Río de la Plata»         | Facundo Monti                                             | 4:32     |  |
| 3.    | «Cómo te olvido»          | Claudia Brant                                             | 3:41     |  |
| 4.    | «Luna brava»              | Javier Pérez Álvarez                                      | 4:12     |  |
| 5.    | «Aburrida»                | López Rossi                                               | 3:38     |  |
| 6.    | «Estamos todos solos»     | Boz Scaggs, Rolly Hernández, Natalia Oreiro y López Rossi | 3:38     |  |
| 7.    | «Gitano corazón»          | Brant y Marcelo Berestovoy                                | 3:02     |  |
| 8.    | «Febrero»                 | Afo Verde y Pablo Durand                                  | 4:35     |  |
| 9.    | «Dónde irá»               | Verde y Durand                                            | 4:59     |  |
| 10.   | «Basta de ti»             | Oreiro y López Rossi                                      | 3:28     |  |
| 11.   | «Mata y envenena»         | López Rossi                                               | 4:47     |  |
| 12.   | «Si me vas a dar tu amor» | López Rossi                                               | 4:40     |  |
| 13.   | «Que pena me das»         | Andrés Calamaro                                           | 3:28     |  |
| 14.   | «Un ramito de violetas»   | Evangelina Sobredo                                        | 4:31     |  |
| 15.   | «Caliente»                | Coti Sorokin y Pablo Duchovny                             | 3:30     |  |
| 59:45 |                           |                                                           |          |  |

## Versiones oficiales y remezclas
- «Tu veneno» (Versión karaoke) (3:00)
- «Tu veneno» (Remix) (2:33)
- «Basta de ti» (Radio Dance Remix) (3:20)
- «Basta de ti» (Extended Dance Remix) (4:17)

## Videoclips

### Tu Veneno
El primer videoclip de este disco fue "Tu Veneno", que se emitió en la televisión en junio del año 2000. Fue filmado en los estudios de Los Ángeles, EE. UU. Y estuvo a cargo de los directores Aaron White y Joe Russo. Era la primera vez que Natalia mostraba a su banda a lo largo de un videoclip. En éste cumplió también su sueño de convertirse en una heroína de cómic, como muestra la historia, Natalia es una especie de agente 007 que lucha contra el mal. El vídeo lleva un ritmo acelerado al igual que el estilo de la canción. En él, la cantante muestra una imagen muy sexy, y un nuevo look, un corte de pelo inspirado en la modelo estadounidense Betty Page.

### Río De La Plata
El segundo videoclip fue "Río De La Plata", comenzó a emitirse en la televisión a principios del 2001. Fue filmado el 25 y 26 de noviembre del año 2000 en Montevideo, Uruguay, ciudad natal de la cantante. Y estuvo a cargo del director José Luis Mazza. La historia del clip es autobiográfica, como dice la letra de la canción, es a la vez nostálgica y optimista que muestra la vida e infancia de Natalia, el lugar donde proviene, y que dejó para seguir su sueño, también se le ve acompañada de decenas de extras que tocan y bailan con ella al ritmo uruguayo del "Candombe".

### Cómo Te Olvido
Último videoclip de este álbum, cuenta con una ambiciosa producción, fue dirigido por Tudor Giurgiu y transmitido en la televisión a mediados del 2001. Filmado en el Castillo de Bran en Rumania, donde según la leyenda vivió el conde Drácula. El guion fue escrito por Natalia Oreiro. Los trajes fueron alquilados en un teatro en Buenos Aires. Fue filmado el último día del concierto en Bucarest y Timisoara. El vídeo cuenta la historia de una chica que escapa de un hombre y busca refugio en un castillo, sin saber que pertenece al Conde Drácula. En la noche es despertada por ruidos extraños y comienza a entender que está en peligro, pero es demasiado tarde, llegando a ser atrapada y convertida finalmente en un vampiro.

## Promoción enEuropa Centraly Del Este
La actriz y cantante uruguaya Natalia Oreiro, se convirtió en la figura más popular de Europa Central y del Este, gracias a la telenovela "Muñeca Brava". Durante los meses de septiembre y octubre de 2001, Natalia visitó Hungría y la República Checa para llevar su gira mundial "Tu Veneno Tour". Después de participar en la “Checa Nightingale” y en la Gala de Premios Otto de Oro, Natalia llegó a Hungría donde acudió al Centro Sanitario de los Ferroviarios MAV, para niños, a quienes regaló juguetes y donó los honorarios que recibió por su actuación en la televisión comercial TV2.
Natalia quien estuvo en Budapest, participó en uno de los programas más populares de Hungría, el "Dáridó" ("Fiesta" en español) dirigido por Lagzi Lajcsi, a su llegada se sorprendió al ser recibida en el aeropuerto por miles de jóvenes. Según palabras de la actriz, dijo a la prensa: «No me imaginé que en esta parte del mundo quieran tanto lo que yo hago». Lajcsi, durante la grabación del programa, le regaló un cachorro Puli, la raza húngara más conocida de perros de pastoreo.

## Natalia Oreiro 2001en laRepública ChecayHungría
Después de una intensa gira promocional en los estudios de la TV2, y gozando de gran popularidad entre los jóvenes. La disquera BMG Ariola, decidió lanzar una edición especial para los fanes Checos y Húngaros. Esta edición se llamó Natalia Oreiro 2001, que contiene éxitos de sus 2 primeras producciones. Esta recopilación se divide en tres partes. La primera parte consta de los mayores éxitos de Natalia Oreiro. En la segunda parte se encuentran cuatro remixes de los hits del primer CD de Natalia. La tercera parte es interactiva incluyendo los cinco vídeos de la cantante y como bonus se incluyeron tres fondos de escritorio en el ordenador. La portada muestra a Natalia en primer plano envuelta en una bandera, que cambia de diseño según el País en que fue lanzado.

## Lanzamiento y Lista en Charts
Natalia Oreiro 2001 fue lanzado en septiembre de 2001. En la República Checa alcanzó su máxima posición Nº13 donde recibió disco de oro, mientras que en Hungría llegó hasta el N.º 6. En este país la famosa cantante se trasladó a uno de los centros comerciales más grandes de Budapest donde durante más de dos horas dedicó sus dos discos, que se ubicaron entre los más vendidos en Hungría, y por los que le entregaron dos discos de oro.

## Natalia Oreiro 2001 - EdiciónRepública Checa

### Part I - Hits
1. «Cambio Dolor» (4:01)
2. «Que Si, Que Si» (3:00)
3. «Tu Veneno» (3:00)
4. «Río De La Plata» (4:33)
5. «Cómo Te Olvido» (3:44)
6. «Me Muero De Amor» (3:55)

### Part II - Remixes
1. «Que Si, Que Si» (Little Corp Mix) (3:24)
2. «De Tu Amor» (Pumpin' Dolls Fashion Club Mix) (7:53)
3. «Me Muero De Amor» (2 Effective Remix) (4:06)
4. «Cambio Dolor» (Pumpin' Dolls Pool Party Club Mix) (6:10)

### Part III - CD Extra: Video
1. «Tu Veneno»
2. «Cambio Dolor»
3. «Cómo Te Olvido»
4. «Río De La Plata»
5. «Me Muero De Amor»
6. Wallpaper for Windows

## Natalia Oreiro 2001 - EdiciónHungría

### Part I - Hits
1. «Cambio Dolor» (4:01)
2. «Que Si, Que Si» (3:00)
3. «Tu Veneno» (3:00)
4. «Río De La Plata» (4:33)
5. «Cómo Te Olvido» (3:44)
6. «Me Muero De Amor» (3:55)

### Part II - Remixes
1. «Que Si, Que Si» (Little Corp Mix) (3:24)
2. «De Tu Amor» (Bianco Mix) (7:53)
3. «Me Muero De Amor» (2 Effective Remix) (4:06)
4. «Cambio Dolor» (Pumpin' Dolls Pool Party Club Mix) (6:10)

### Part III - CD Extra: Video
1. «Cambio Dolor»
2. «Tu Veneno»
3. «Río De La Plata»
4. «Cómo Te Olvido»
5. Photo Gallery: Natalia Oreiro in Budapest/Hungary

## Lanzamiento
| Fecha                | País                | Compañía             |
| -------------------- | ------------------- | -------------------- |
| 8 de agosto de 2000  | Argentina           | BMG Ariola Argentina |
| 22 de agosto de 2000 | Europa & Asia       | BMG Internacional    |
| 26 de agosto de 2000 | USA & Latinoamérica | BMG U.S. Latin       |